# 緑ヶ丘霊園
緑ヶ丘霊園（みどりがおかれいえん）は、神奈川県川崎市高津区下作延および上作延にある川崎市営霊園で、緑の保全やレクリエーション機能を併せもつ都市計画墓園。計画面積約59.0ha

## 地理・歴史
多摩丘陵最東端の一角に位置し、多摩川流域の平坦な扇状地に隣接する、標高 45m 前後の小高い丘陵地。
1940(昭和15)年に川崎市が公営墓地として都市計画決定し、1943(昭和18)年10月01日に開園。以降、都市開発が規制され、市民霊園および緑地保全を目的に整備されている。
1953(昭和28)年、千葉県松戸市より運ばれた桜が園内に並木状に植えられた。以降毎春になると園内を桜色に染め、夏には適度に陽射しを遮り、訪れる人々に憩いのひとときを提供する。
また、本霊園と尾根続きで東高根森林公園、旧向ヶ丘遊園、生田緑地があり、多摩川と平瀬川に挟まれる形で概ね東西方向に緑地帯を構成する。これらの公園緑地は、今ではすっかり都市化が進んだ多摩丘陵最東部で往時の貴重な自然環境を今に伝えるとともに、近隣の生態系を支え、また散策などで訪れる近隣住民の憩いの場になっている。

## 沿革
- 1940年（昭和15）　都市計画事業として緑ヶ丘霊園が認可される[2]。
- 1942年（昭和17）　緑ヶ丘霊園一部竣工。
- 1943年（昭和18）　霊園事務所付近から噴水広場まで完成。墓所3,500箇所開設。
- 1944年（昭和19）　一応の用地取得終了。
- 1947年（昭和22）　自作農創設特別措置法により買収済み農地14ha開放。
- 1948年（昭和23）　霊園内農地15haが農地解放により国有地となる。
- 1956年（昭和31）　川崎市墓地条例公布。開放農地の再取得開始。
- 1965年（昭和40）　鉄筋コンクリート造りの「緑ヶ丘霊堂」完成。
- 1981年（昭和56）　「やすらぎの泉」噴水完成。
- 2005年（平成17）　「世界環境デーに一万本植樹〜市民が進める森づくり〜」植樹イベントを開催。
- 2012年（平成24）　「緑ヶ丘霊堂」増設。
- 2014年（平成26）　無縁合葬墓「みどりの丘」を整備。
- 2019年（平成31）　20,000体埋蔵可能な「合葬型墓所」完成。

## 名所・旧跡
- 桜並木

津田山駅前より霊園内の尾根を通り、久地駅付近あすか製薬事業所前に至る道路に沿って、ソメイヨシノの大木が数百本植えられており、春には一面が桜色に染まり、また夜間ライトアップも実施され、花見客で賑わう。
- 保全緑地

園内は次第に墓地へと姿を変えつつあるが、急傾斜地や隣接する東高根森林公園付近には、かつての多摩丘陵の森を残しており、森林には多くの野鳥が生息する。カラスの姿が特に目立つが、コゲラやメジロ、オナガ、シジュウカラなども頻繁に姿を見せる。
- 作延城跡

鎌倉時代、枡形山（生田緑地内）に本拠を置いた稲毛三郎重成が築城したと言われているが、遺構等は見つかっていない。園内の正面口寄りに碑と案内板がある。
- 津田山2号墳

5世紀中頃のものと推定される、直径約 30m の円墳が見つかっている。
- 稲荷塚古墳

かつて墳丘の頂上に赤松稲荷社が建っていた直径約20m 高さ約2.8mの円墳。本格的な考古学調査はされていない。霊園の拡張工事中に馬型の埴輪が出土し現在は川崎市民ミュージアムに展示されている。6世紀後半造営と思われる。
- 緑ヶ丘霊園内遺跡

緑ヶ丘霊堂から長尾口にかけての台地上では、墓所拡張に伴い埋蔵文化財発掘調査が各所で行われ、旧石器時代の石器が出土し縄文時代の落とし穴遺構さらに弥生時代から古墳時代にかけての大規模な集落跡が出土している。
- 横穴古墳群

霊園南側に、6世紀頃のものと推定される多数の横穴墓が存在し、うち4基について平成元年に発掘調査が行われ、金環やガラス玉、鉄製品などが出土した（川崎考古学研究所蔵）。

## 墓所
- 藤子・F・不二雄
- 沖田浩之

## 主な施設
- 川崎市環境局霊園事務所 - ここ緑ヶ丘霊園、および麻生区早野にある早野聖地公園の維持管理、墓地の貸与などの事務を行っている。
- 緑ヶ丘霊堂 - 墓地空き待ちなどの遺骨を仮安置する納骨施設。
- 無縁納骨堂 - 噴水広場南側に隣接。
- 無縁合葬墓「みどりの丘」 - 緑ヶ丘霊堂の南側に隣接。
- 合葬型墓所 - 20,000体のご遺骨を収容可能。平成31年3月15日完成。116区南側に隣接。
- 展望台 - 中央より久地口寄りに位置し、園内および津田山と溝口市街を見渡せる。
- 墓石清掃用水栓 - 各所に設けられており、墓石清掃や手洗いなどに利用できる。当然ながら洗車などは禁止だが、洗車に使う者が居るため、現在は水量が絞られている。
- 公衆トイレ - 霊園内に７箇所。
- 売店（ほほえみ茶屋） - 桜が開花する時期のみ噴水広場に開店する。飲料については自動販売機が併設されている。
- 子どもの遊び場 - 霊園内の児童公園。109区北側崖下。
- 湧水地 - 緑ヶ丘霊園湧水地(101区)、緑ヶ丘霊園湧水地(111区)[3]

## 周辺

### 自然地形
- 津田山（七面山）

JR南武線を挟んで反対側にある山で、山の周辺からは古墳時代中後期の横穴古墳が多数見つかっている。なお現在は東側の一部を除く広範囲が宅地化されている。
- 東高根森林公園

本霊園に隣接し、また尾根続きになっており、一体の緑地としてかつての多摩丘陵の面影を今に伝えるとともに、野鳥等の貴重な住み処になっている。本霊園長尾口から徒歩数分。また本園内より森林内を抜け東高根森林公園内湿生植物園に至る山道もあるが、いずれも案内表示などは用意されていない。
- 平瀬川

本霊園西部の谷あいに流れる多摩川水系の自然河川。

### 社寺
- 善養寺 - 正面口付近に隣接する。
- 松寿弁財天 - 長尾口付近に隣接する。
- 身代り不動尊大明王院

### 公共交通
- JR南武線

津田山駅より、正面口まで徒歩3分（改札を出て左折し正面）
久地駅より、久地口まで徒歩約10分（案内表示無し）
- 川崎市営バス

溝15、溝16、溝17、溝18、溝19系統にて「上作延団地前」下車、緑ヶ丘霊堂まで徒歩5分（案内表示無し）
- 長尾台コミュニティバスあじさい号

久地駅学校まわり便、登戸駅学校まわり便にて「延命地蔵尊前」下車、長尾口まで徒歩5分（案内表示無し）
- 墓参循環バス

お彼岸の期間に運行される霊園内の無料循環バス。バス停留所（管理事務所前 - 噴水広場前 - 十字路前 - 霊堂前 - 三叉路前 - 長尾口 - 北口）

### その他周辺施設
- かわさき北部斎苑 - 津田山側にある川崎市立葬祭場。火葬施設および斎場（式場）がある。
- 石材店 - 津田山駅と霊園正面口の間に、多数の石材店が軒を連ねる。
- 川崎市子ども夢パーク - 霊園北側に隣接。
- 川崎市立下作延小学校
- マックスバリュ津田山店
- 神奈川県警察津田山駅前交番